# Jag var en arier
Jag var en arier är en roman av Tony Samuelsson utgiven 2009.
Romanen är en alternativhistoria som utspelar sig 1976 i ett Sverige som blivit en del av det nazistiska storimperiet Germania med Albert Speer som rikets Führer.

## Handling
Huvudpersoner är Thomas Robladh, som växt upp i en mäktig nazistisk familj, och dennes flickvän Karin. Thomas är sportjournalist. Genom sitt skrivande konfronteras han med det förflutna och börjar tvivla på de sanningar han växt upp med. Karin är litteraturstudent och medlem i en hemlig antinazistisk motståndsgrupp. Hon skriver på en avhandling om en av rikets mest uppburna författare, den partitrogne Stefan Ullman. Genom Thomas får hon möta Ullman och blir hans assistent. 
Tony Samuelsson utgav 2014 även "systerromanen" Kafkapaviljongen.,

## Mottagande
Romanen fick ett gott mottagande. Dagens Nyheters Dan Jönsson utsåg den till årets bok. ”Att utse årets viktigaste svenska bok är alltid svårt, men här är utan tvekan en av dem.” Mats Kolmisoppi i Helsingborgs Dagblad var också imponerad: ”Det är skrämmande tänkbart, ner i minsta utmejslade detalj. Så psykologiskt trovärdigt att man till slut sitter kvar med en känsla av att det är just så här det skulle ha varit att uppfatta sig själv som arier – om rasismen hade vunnit vetenskaplig status.(…) Lägg därtill en spännande intrig, vackra miljöbeskrivningar och ett mullrande, men subtilt patos och bilden börjar klarna. Det här är en förbannat bra bok som skulle vara en av de första att slängas på bål om det värsta skulle inträffa.” Malin Lindroth i Göteborgs-Posten ansåg: ”Det är en svår balansgång som Tony Samuelsson ger sig in på. Det måste ha varit lätt att trampa snett och hamna i andfådda samtidsreferenser, undervisning eller ironier, men han lyckas lysande fint med att lyhört skildra en verklighet där nazismens logik är så internaliserad att den sitter i varje ord och gest och samtidigt behålla den lilla distans som krävs när man leker en tankelek som denna.” 
Några kritiker var kluvna inför den alternativa historieskrivningen. Magnus Eriksson i Svenska Dagbladet ansåg att romanen ställer väsentliga frågor och att den rymmer inslag som har oroväckande likheter med vår tid, men var inte övertygad av helheten: ”Romanen är ofta drabbande, men det finns också en tendens att tankeexperimentet tar över, att Tony Samuelsson leker med våra föreställningar mer än utmanar dem”. Nils Schwartz i Expressen tillstod att det var ”en habilt berättad historia” men ansåg att scenariot i romanen inte är trovärdigt för att hålla som en kontrafaktisk fantasi. Ola Larsmo i Dagens Nyheter påpekade emellertid att romanen är mer än bara en lek med historien och varning för nazistiska idéer och framhöll det centrala temat om litteraturens roll och författarnas anpasslighet.

### Fotnoter
1. ↑  Åsa Linderborg (20 mars 2014). ”Så hade Sverige varit som ett naziland” (på svenska). Aftonbladet. https://www.aftonbladet.se/kultur/bokrecensioner/article18574741.ab. Läst 2 maj 2018.
2. ↑  Magnus Eriksson (20 augusti 2009). ”Tänk om nazisterna hade segrat”. Svenska Dagbladet. http://www.svd.se/kultur/litteratur/tank-om-nazisterna-hade-segrat_3381669.svd.
3. ↑  Nils Schwartz (20 augusti 2009). ”Jag var en arier”. Expressen. http://www.expressen.se/kultur/bocker/tony-samuelsson--jag-var-en-arier/.
4. ↑  Ola Larsmo (9 januari 2010). ”I den välstädade framtiden strävar författarna bara efter att synas och räknas”. Dagens Nyheter. http://www.dn.se/kultur-noje/kronikor/ola-larsmo-i-den-valstadade-framtiden-stravar-forfattarna-bara-efter-att-synas-och-raknas-i-de-ratt/#Scen_1.